# Keiko
KEIKO（1985年12月5日—），日本女性歌手，出身於東京都。血型B型。原隸屬於SPACE CRAFT，為日本音樂團體Kalafina成員之一，2018年4月1日正式退社。

## 簡歷
2005年9月22日，以FictionJunction Keiko的名義參加NHK衛星第2頻道上播放的電視動畫《TSUBASA翼》OST《Future Soundscape II》（#9）。12月21日，在池袋的LIVE INN ROSA與伊藤彩華首次現場演出。2006年2月，得到的「審査員特別賞」。2020年4月開始以KEIKO名義單獨出道，並預定於秋天發行第一張專輯。

## 廣播
- （ABCラジオ，2006年5月11日以及18日來賓）
- （fm osaka，2006年10月－2007年6月）
- （fm osaka，2007年7月－2007年12月）

## CD

### 
- 遊戲OST（2007年11月21日）
  - Into The Sky

### FictionJunction
- NHK電視動畫《TSUBASA翼》OST《Future Soundscape II》（2005年9月22日）
- Revo & 梶浦由記 合作單曲《Dream Port》（2008年6月18日）
- 專輯《Everlasting Songs》（2009年2月25日）
  - 星屑
  - synchronicity
  -  部分合唱
- 單曲《Parallel Hearts》（2009年4月29日）
  - Parallel Hearts
- 《潘朵拉之心》OST 1（2009年7月8日）
  - Parallel Hearts（TV Size）
- 單曲《（2010年1月27日）
- Live專輯《FictionJunction 2008-2010 The BEST of Yuki Kajiura LIVE》（2010年5月12日）
  - 收錄曲未定

### Kalafina

#### 單曲
- oblivious（2008年1月23日）
- Re/oblivious（限定盤）（2008年4月23日）Remix單曲
- sprinter/ARIA（2008年7月30日）
- fairytale（2008年12月24日）
- Lacrimosa（2009年3月4日）
- storia（2009年7月1日）
- progressive（2009年10月28日）
- 光之旋律（2010年1月20日）

#### 專輯
- Seventh Heaven（2009年3月4日）
- Red Moon（2010年3月17日）

## DVD
- Yuki Kajiura LIVE 2008.07.31（2008年12月24日）
- FictionJunction～Yuki Kajiura LIVE Vol.#4 PART2～（2009年12月23日）

## 相關連結
- FictionJunction
- Kalafina
- 梶浦由記